# Неофит IV Червенски
Неофит (на гръцки: Νεόφυτος, Неофитос) е гръцки духовник, епископ на Вселенската патриаршия.

## Биография
През март 1828 година от архимандрит е ръкоположен за червенски епископ в Търновската митрополия. Ръкополагането е извършено от митрополит Константин Търновски в съслужение с епископ Методий Врачански. След края на Руско-турската война, през есента на 1829 година се изтегля в Русия с напускащата Балканите руска армия и тъй като не може да се върне в епархията си, подава оставка на 21 октомври 1832 година. По-късно се завръща в Цариград и около 1850 година е назначен за архиерейски наместник на енория „Св. св. Константин и Елена“ в цариградския квартал Ипсоматия.
Умира в Цариград около 1856 година.